# Слов'янська міфологія
Слов'я́нська міфоло́гія (мітоло́гія) — порядок міфологічного сприйняття та розуміння навколишнього світу, сукупність вірувань і культів на території розселення слов'янських народів. Більшістю дослідників прив'язується до ширшої індоєвропейської міфології.
Найчастіше під слов'янською міфологією маються на увазі вірування дохристиянської епохи від початку II тис. до н. е. (час розпаду балтійсько-слов'янської єдності) до офіційного затвердження християнства, що відбулося на землях слов'ян у X—XIV ст. Надалі язичництво та християнство утворили синкретичну релігію, в якій християнські світогляд і обрядовість поєднані з місцевими звичаями; відповідно міфи того часу містять як язичницькі, так і християнські складові.
Слов'янська міфологія вирізняється нестачею доказових письмових джерел і великою кількістю усних фольклорних джерел, здебільшого зібраних у XIX ст. Їй властива різноманітність вірувань у духів, людей з надприродними силами, повір'їв, та обмежений пантеон (що зокрема відрізняє її від античної міфології). Хоча кожен слов'янський народ або культура мають власні міфології, в них наявні спільні складові, як-от сюжети, призначення персонажів, уявлення про світобудову. Це зумовлено як спільним походженням і культурними взаємовпливами, так і схожістю природних і суспільних умов проживання давніх слов'ян.
Сучасна слов'янська міфологія представлена національними міфами, частково переробками стародавніх міфів; слугує основою для неоязичництва та мистецтва.

## Становлення слов'янської міфології

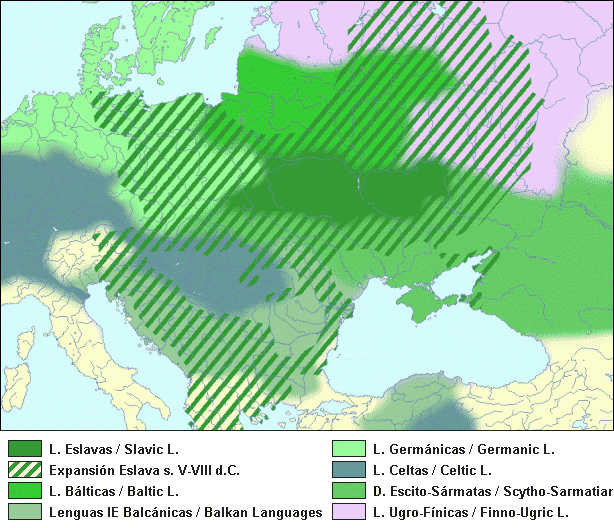
Поширення слов'ян у I тис. н. е.